# Rocky Mountain News
O Rocky Mountain News foi um jornal de circulação diária publicado na cidade de Denver, Colorado, nos Estados Unidos entre 23 de abril de 1859 e 27 de fevereiro de 2009. De 1942 até o encerramento de suas atividades, o jornal foi publicado em formato tabloide.

## Histórico
Criado quando o estado do Colorado ainda era um território, o jornal dizia ser o segundo negócio mais antigo ainda em operação naquele estado, atrás apenas de uma mercearia familiar, o R&R Market, em San Luis. Por ter saído vinte minutos antes do Cherry Creek Pioneer é considerado o jornal mais antigo do estado. William Newton Byers (1831—1903), que tinha sido um dos fundadores de Omaha, tinha chegado à região dias antes, junto com Thomas Gibson e John L. Dailey, e escolheu o nome "genérico" por ainda não terem certeza de que cidade escolheriam para publicar o periódico. Inicialmente o escritório foi estabelecido em Auraria, que então era a capital do território de Jefferson (que nunca foi oficialmente aceito pelo governo norte-americano), mas uma inundação em 1864 forçaria a mudança para a vizinha Denver.
A primeira edição do jornal saiu com quatro páginas e quinhentos exemplares em 23 de abril de 1859. O tamanho da página original era de cerca de 40 x 84 centímetros. O primeiro editorial estampava: "Carinhosamente esperando conhecer nossos leitores por um longo e agradável tempo (...) apresentamos o primeiro número do Rocky Mountain News." A partir de 27 de agosto de 1860 o jornal passou a ser diário. Apesar de dificuldades no início e de várias trocas de donos — Byers vendeu o jornal em 1878 —, a circulação do jornal chegou ao final do Século XIX acima das 25 mil cópias em uma cidade que tinha 107 mil habitantes em 1890, mesmo em um ambiente de agressiva concorrência, com seis jornais diários, 27 semanais e 22 mensais. A partir daí, a circulação estagnou, chegando a meados dos anos 1920 com uma média de 30 mil cópias vendidas, contra 160 mil do principal jornal do mercado, o vespertino Denver Post.
Foi nesse cenário que a E. W. Scripps Company comprou o Rocky Mountain News, em 1926. Imediatamente foi feita a fusão do Rocky com seu "filhote" vespertino, o Denver Times, enquanto o outro jornal que a empresa detinha em Denver, o Denver Express, tornou-se o Denver Evening News para concorrer com o Post à tarde. Este, por sua vez, criou o Morning Post para concorrer com o Rocky pela manhã, e uma guerra de jornais que custou milhões de dólares começava. Assim como o Denver Post, o Rocky passou a realizar promoções para aumentar a circulação, como distribuição de gasolina em troca de anúncios de empregos que acabaram por gerar enormes filas nas lojas onde os jornais vendiam classificados em 1927. Com custos altíssimos, o Rocky acabou por fechar sua edição vespertina, ao mesmo tempo em que o Post fechava a sua matutina.
No começo dos anos 1940 o jornal entrou em crise e quase fechou, mas acabou salvo pelo editor Jack Foster. Quando Foster fora enviado pela Scripps para Denver, a redação acreditava que ele tinha chegado para fechar o jornal, mas ele e o gerente de negócios Bill Hailey convenceram a Scripps a aprovar a mudança para o formato tabloide. Eles argumentaram que o novo formato seria mais fácil de manusear e tornaria os anúncios mais baratos. Foster também decidiu publicar notícias mais agradáveis para contrastar com as matérias sobre a Segunda Guerra Mundial, além de uma seleção melhor de quadrinhos, mais reportagens locais e listagem da programação de rádio. A primeira edição no novo formato circulou em 13 de abril de 1942. "Às sete e meia da noite de ontem a primeira edição deste jornal em ritmo moderno saiu das rotativas, e uma nova era no jornalismo do Oeste começou", estampou o Rocky em sua capa. No mesmo dia estreou uma coluna assinada por Sra. Molly Mayfield (pseudônimo da esposa de Foster, Frances), uma das primeiras colunas de conselhos sentimentais do país. A circulação disparou, passando de menos de 30 mil exemplares diários para 48.200 cinco meses depois e 53.500 aos domingos, embora o Rocky tenha passado a apostar na área metropolitana de Denver, em detrimento do interior do Colorado. Para isso, trocou até o nome, passando temporariamente a chamar-se Denver Rocky Mountain News.
A diferença de circulação entre os dois concorrentes passou a diminuir cada vez mais, até que em 1980, com 316 mil cópias, o Rocky passou o Post pela primeira vez em cerca de 80 anos, graças a decisões do editor Michael Balfe Howard. Em 1981 a rivalidade entre o Rocky Mountain News e o Denver Post (tão antiga que havia causado até uma briga de socos em 1907) foi reacendida quando o Post deixou de ser vespertino, passando a competir com o Rocky nas manhãs. Ambos os jornais reduziram suas tabelas de anúncios, assim como as de assinaturas, que chegaram a custar um centavo de dólar por dia. Quando o Post ganhou um Prêmio Pulitzer em 1986, sua direção pagou um anúncio de outdoor em frente à janela do editor do Rocky. Nessa época, o Post estava mal financeiramente e Dean Singleton comprou-o por uma bagatela antes que o concorrente o fizesse, o que provavelmente significaria o fim do jornal.
Na década de 1990 o Rocky decidiu apostar novamente no mercado local, ao deixar de circular em 48 dos 64 condados do Colorado em 1996, passando a focar basicamente na região metropolitana de Denver, como décadas antes. Três anos depois voltou a chamar-se, por pouco tempo, Denver Rocky Mountain News.

### Acordo de operação conjunta
A briga com o Post, aliada ao declínio do número de anunciantes e ao surgimento da Internet, quase causou o fechamento dos dois jornais, mas o Rocky Mountain News e o The Denver Post fundiram suas operações em 2001 sob um acordo de operação conjunta. Por meio desse acordo, foi formada a Denver Newspaper Agency ("Agência de Jornais de Denver", em inglês). Essa nova empresa passou a comandar todas as operações não editoriais de ambos os jornais, como comercial e circulação, sendo formada por partes iguais detidas pela E. W. Scripps Company e pelo MediaNews Group (que publica o Denver Post), apesar de o Rocky, com prejuízo operacional ao longo de boa parte dos anos 1990, ter sido considerado o jornal mais fraco no acordo. Apesar desse acordo, os jornais continuaram a ser publicados separadamente, exceto aos fins de semana, quando o Rocky Mountain News era publicado aos sábados e o Denver Post, aos domingos, com as páginas de opinião de ambos os jornais aparecendo nas duas edições.
A edição de sábado do Rocky passou a ter matérias especiais mais longas, o que o deixava com uma cara de jornal dominical. Por motivos de produtividade, o formato da edição de sábado passou a ser o Standard, o mesmo do Post e que não era do agrado dos leitores do Rocky. Apesar de o acordo ter sido encarado como salvação pelos dois lados, analistas externos, como a revista Time, acreditavam que o jornal mais fraco economicamente, no caso o Rocky, não sobreviveria. Independentemente dos problemas operacionais, ao longo dos anos 2000 o Rocky venceu os quatro Prêmios Pulitzer de sua história, ficando na sexta colocação entre os jornais norte-americanos nessa década. Em 2007, o jornal lançou um redesenho gráfico, passando a destacar a palavra "Rocky" no seu título, que é como o periódico é conhecido.
Com prejuízos cada vez maiores, a agência tentou aumentar os preços dos anúncios, mas a guerra de preços iniciada duas décadas antes fez com que os anunciantes resistissem. Quando finalmente conseguiu-se aumentar os preços, eles ainda estavam distantes da realidade de mercados do mesmo tamanho.
Em 23 de janeiro de 2007 o Rocky Mountain News foi redesenhado, ganhando uma aparência mais próxima à de uma revista. As mudanças incluíram mais páginas coloridas e fotografias, capas de seção com fotos ocupando a página inteira, um novo logotipo e numeração diferente. O redesenho foi resultado de novas rotativas que passaram a permitir que o jornal fosse impresso com uma velocidade média de 60 mil edições por hora, cerca de 25% maior do que antes.

## Fim do jornal
Em 2008 a Scripps divulgou um prejuízo de 16 milhões de dólares em 2008 e uma perda de receita de mais de 30% desde 2005, apesar de ainda deter uma circulação média de 210 mil exemplares, contra 200 mil do concorrente. A Scripps colocou o jornal à venda em dezembro daquele ano, mas não achou compradores. Houve apenas um interessado de verdade, mas o negócio não saiu, e a Scripps passou a conversar com o Denver Post sobre sua saída do mercado de Denver. Como o jornal fazia parte de um acordo regulado pela Lei de Proteção aos Jornais, de 1970, a Scripps teve de provar ao Departamento de Justiça dos Estados Unidos que fez esforços para encontrar um comprador. De acordo com reportagem publicada no Post em 1 de março, a Cripps já teria se decidido por fechar o jornal em novembro, embora a Scripps negue.
Na mesma semana em que a seção de Esportes do jornal foi eleita uma das dez melhores dos Estados Unidos e a 55 dias do sesquicentenário do jornal, a Scripps decidiu fechá-lo, comunicando à redação no dia 26 de fevereiro de 2009 que a edição do dia seguinte seria a última. O acordo de saída da agência foi assinado pela Scripps minutos antes do comunicado. "Eu poderia dizer coisas estúpidas como 'Sei como vocês se sentem'", discursou Rich Boehne, executivo da Scripps, rodeado por jornalistas do Rocky. "Mas eu não sei. Sentimos muitíssimo. Espero que vocês aceitem isso." Ele ainda completaria: "Foi [uma decisão] extremamente difícil. Quem quer ser o sujeito que fechou o Rocky Mountain News?" Para Boehne, a vantagem do Post era a publicação da edição dominical.
A redação não recebeu a notícia como surpresa, mas a reação foi de lágrimas a comentários irônicos. O único a responder foi o colunista esportivo Dave Krieger (um dos que seriam em seguida contratados pelo Post): "Eu ainda não entendo como um jornal com 200 mil assinantes e centenas de milhares de outros leitores na Internet não consegue se aproveitar disso. 'Não é nossa culpa', dizem os engravatados. 'É culpa do modelo de negócio.' Mas quem elaborou o modelo de negócio?". A cobertura do comunicado foi feita em tempo real por meio de uma das contas do jornal no Twitter. David Milstead, editor de Finanças, que cobriu todos os passos do iminente fechamento do Rocky, descreveu assim a situação na edição final: "Há uma crise nacional no mercado de jornais, mais uma recessão, e os jornais de Denver chegaram a essa situação com uma receita abaixo da média. E, o mais importante, há duas redações, não apenas uma, para ser sustentadas." Boehne disse ao Denver Post que "do jeito que está, há muito pouco valor econômico [no mercado de Denver]". O Rocky saiu em 27 de fevereiro com uma tiragem de 350 mil exemplares, 125 mil a mais que o normal, mas mesmo essa quantidade não foi suficiente, e a agência decidiu imprimir mais cem mil, totalizando 450 mil exemplares impressos. O jornal vendeu bastante em seu último dia de circulação, o que fez o Denver Business Journal especular ser o recorde de vendas do Rocky. Dois dias depois da última edição foi retirado o nome do jornal do alto do prédio da Denver Newspaper Agency.
Com o fim do Rocky Mountain News, já no dia seguinte o rival Denver Post passou a circular também aos sábados pela primeira vez desde 2001. O Post também anunciou no mesmo dia a contratação de dez jornalistas do Rocky e a manutenção dos quadrinhos e parte dos passatempos do extinto jornal. Apesar de o Post também ter registrado prejuízos nos anos anteriores, seu editor, Dean Singleton, acreditava tanto na sobrevivência do jornal que não solicitou da Scripps pagamentos para cobrir parte da dívida de 130 milhões de dólares da agência, bastando a ele apenas que a Scripps renunciasse ao direito de receber parte de um eventual lucro no futuro. "Eu não estou só confiante que vamos sobreviver", disse Singleton. "Nós vamos sobreviver." Sobre o destino do ex-rival, Singleton foi realista: "Nós não vencemos o Rocky, foi a economia que o venceu." Ele garantia que o Post voltaria a ser rentável "muito em breve", já que os assinantes do Rocky automaticamente se tornaria assinantes do ex-concorrente, a não ser que expressassem seu desejo em contrário. O Post esperava manter 80% dos assinantes do Rocky.
Na semana seguinte causaram polêmica as afirmações do deputado federal por Colorado Jared Polis, no dia 28 de fevereiro. Ele disse que quem causou a suposta derrocada do jornalismo tradicional foi a blogosfera, incluindo ele mesmo, que fez fortuna vendo flores e cartões na Internet. "Quando perguntamos quem matou o Rocky Mountain News, somos todos parte [da resposta], pelo bem ou pelo mal, e eu digo que foi principalmente pelo bem", disse ele em um evento destinado a blogueiros. "A mídia está morta; vida longa à nova mídia, que somos todos nós." Três dias depois, com a repercussão das declarações, ele pediu desculpas.

## InDenverTimes.com
Em 16 de março, trinta ex-jornalistas do Rocky convocaram uma entrevista coletiva para anunciar que pretendiam lançar em 4 de maio um site noticioso chamado InDenverTimes.com. Para isso, pediam que fossem feitas ao menos 50 mil assinaturas do conteúdo, que começariam em 4,99 dólares por mês para quem assinasse por um ano, embora parte do noticiário do sítio fosse planejado para ser gratuito. Os assinantes teriam acesso a conteúdo adicional, incluindo chats e colunas pessoais. Um grupo de três investidores locais comprometeu-se a financiar a iniciativa sem divulgar valores. A coleta de assinaturas, no entanto, não chegou às 50 mil, e o projeto foi abandonado, embora ainda haja a perspectiva de os jornalistas que se uniram tentarem alavancar outra ideia, sem, no entanto, o apoio dos mesmos investidores, que achavam que 30 jornalistas era um número alto para conduzir a empreitada.